# Bipod

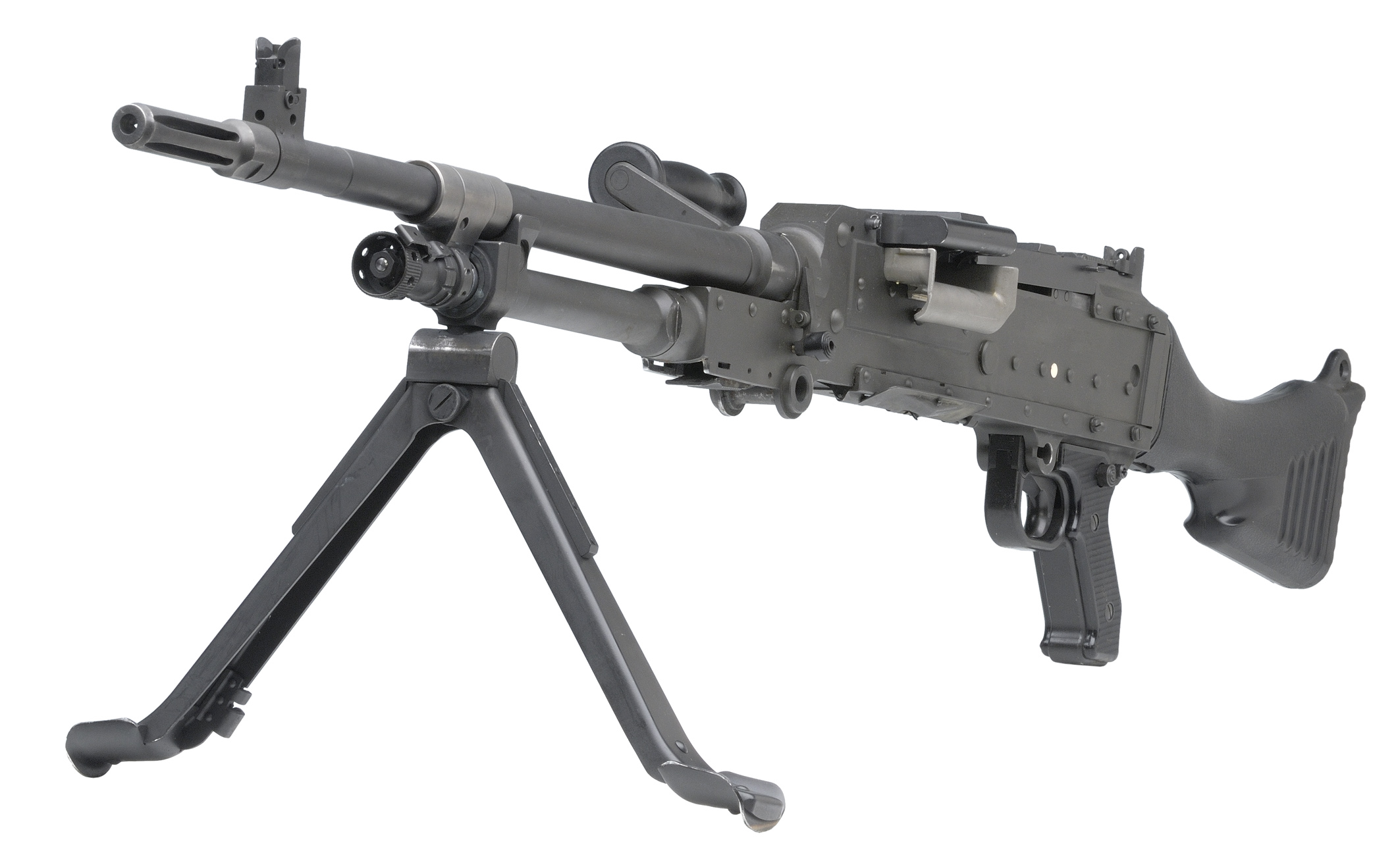
Kulomet FN MAG s dvojnožkou

Bipod (česky též dvojnožka) je podpůrné zařízení pro střelbu se dvěma výsuvnými nebo pevnými nohami. Obvykle se na palnou zbraň připevňuje na přední část pažby nebo předpažbí, ale může být standardní součástí zbraně. Účelem bipodu je zvýšit stabilitu zbraně při střelbě a tak přispět k vyšší přesnosti střelby.

## Historie
Dvojnožky u zbraní se používaly již v 19. století, kdy se objevovaly především u těžkých kulometů. Významnějšího rozšíření bipody dosáhly ve 20. století, zejména u odstřelovacích pušek, lehkých kulometů a dalších zbraní používaných jak armádami, tak i civilními střelci.

## Konstrukce
U bipodů se klade důraz na hmotnost, pevnost a odolnost. Vyrábějí se z různých materiálů, jako je například ocel, hliníkové slitiny nebo polymerové kompozity. Nohy bývají jak pevné, tak teleskopické, které umožňují nastavení různé délky. Často bývají bipody skládací pro snadnější přenášení. Z funkčních důvodů existují i konstrukce výkyvné, umožňující stranové natáčení ve vodorovné rovině pro sledování cíle (panning) nebo naklánění pro dorovnání náklonu zbraně (canting).
Některé bipody umožňují jemné nastavení odporu pro funkce cant/pan pomocí napínacího šroubu, případně aretaci v určité poloze.
Nohy bipodů mohou být zakončeny:
- gumovými patkami (především pro tvrdý podklad),
- hroty (měkké podklady jako hlína nebo sníh),
- výměnnými adaptéry.

## Montáž ke zbrani
- Montáž na otočný čep (tradiční, běžné u loveckých zbraní)
- Montáž na lištu Picatinny / Weaver (často u taktických nebo sportovních zbraní)
- M-LOK / KeyMod montáž (modulární systémy využívající výřezy v těle či předpažbí zbraně)
- Adaptéry a přechodky
- U některých zbraní mohou být bipody přímo integrované v konstrukci zbraně

## Využití
- Vojenské a policejní použití (odstřelovačské pušky, kulomety)
- Sportovní a civilní střelba (při terčové střelbě na dlouhou vzdálenost)
- Lovecká praxe (stabilizační pomůcka při střelbě z posedů nebo i z lehu v terénu)

## Alternativy a příbuzná zařízení
- Monopod – zařízení s jednou opěrnou nohou[1], obvykle umístěné podobně jako bipod využívané především pro lov
- Tripod – trojnožka, používaná především u těžších zbraní nebo jako nezávislý podpůrný prostředek
- Střelecké vaky a opěrky – jiné alternativy pro střeleckou oporu